# Байківці (Тернопільський район)
Ба́йківці — село в Україні, у Байковецькій сільській громаді Тернопільського району Тернопільської області. На відстані 3 км від Тернополя. Адміністративно до села також відносяться  Гаї Ходорівські, Гаї Чумакові та Русанівка. Середня висота над рівнем моря – 296 м. Площа населеного пункту – 4,4 кв. км. Дворів – 788. Дев'ятиповерхових житлових будинки - 3. Населення – 3587 осіб (2023 р.).
04 вересня 2015 року шістдесят другою сесією Байковецької сільської ради шостого скликання прийнято рішення об'єднатися з територіальними громадами сіл Дубівці Дубовецької сільської ради, Лозова, Курники Лозівської сільської ради, Стегниківці Стегниківської сільської ради, Шляхтинці, Гаї-Гречинські Шляхтинецької сільської ради  Тернопільського району в Байковецьку територіальну громаду з центром в селі Байківці Тернопільського району Тернопільської області.
Площа об'єднаної територіальної громади Байковецької сільської ради — 86,2 км². Населення об'єднаної територіальної громади Байковецької сільської ради — 13210 тис. осіб.

## Географія
Розташоване на лівому березі річки Гніздечна у центральній частині Тернопільського району. Біля села розташований ландшафтний заказник місцевого значення «Кружляк».

## Історія
Перша писемна згадка про село 1653 року. 
Є твердження, що перша згадка про Байківці датується 1546 роком. У той час вони "були власністю родини Давидовських. Якщо у багатьох селах було по одному панському двору, то у Байківцях – аж два. Одна з цих садиб, що належала Шельським і зведена у 1-й чверті ХІХ ст., перебудована у школу."
У 1940-1941, 1944-1962 роках село належало до Великобірківського району. Відтак, у грудні 1962 року увійшло до складу Тернопільського району.
12 червня 2020 року, відповідно до розпорядження Кабінету Міністрів України № 724-р «Про визначення адміністративних центрів та затвердження територій територіальних громад Тернопільської області» увійшло до складу Байковецької сільської громади.
19 липня 2020 року, в результаті адміністративно-територіальної реформи та ліквідації Тернопільського району, село увійшло до складу новоутвореного Тернопільського району.

## Населення
Згідно з переписом УРСР 1989 року чисельність наявного населення села становила 1493 особи, з яких 687 чоловіків та 806 жінок.
За переписом населення України 2001 року в селі мешкали 1293 особи.
Станом на 19 жовтня 2023 року у селі проживає 3629 осіб.

### Мова
Розподіл населення за рідною мовою за даними перепису 2001 року:
| Мова       | Відсоток |
| ---------- | -------- |
| українська | 99,69 %  |
| російська  | 0,31 %   |

## Символіка
Рішення сесій сільської ради №8/6/11 «Про затвердження офіційної символіки Байковецької територіальної громади, сіл Байковецької територіальної громади та Положення про зміст, опис Гербів, Прапорів Байковецької територіальної громади, сіл Байковецької територіальної громади та порядок їх використання» від 26.02.2021 [Архівовано 24 жовтня 2021 у Wayback Machine.]

### Герб
Щит чотирьохчасний. В першій зеленій частині розміщено елемент герба Прус III, до якого належали перші відомі власники села Давидовські. Це розділена підкова, обернена догори. Її правий бік – звичайний, лівий – загострений. Над підковою золотий п’ятикутний хрест, нижній кінчик якого спрямований вліво. В другій червоній частині – срібний здиблений кінь. У третій червоній – срібний гусак з розпростертими крилами. В четвертій зеленій – золоте колесо від воза. Щит вписаний в декоративний картуш і увінчаний золотою сільською короною. Внизу картуша написи «БАЙКІВЦІ» і «1546».

### Прапор
Квадратне полотнище поділене на чотири рівновеликі квадратні частини. На верхній древковій зеленій частині розміщено елемент герба Прус III. На верхній вільній червоній – білий здиблений кінь, обернений до древка. На нижній древковій червоній – білий гусак з розпростертими крилами. На нижній зеленій – жовте колесо воза.
На Прапорі повторюються кольори Герба.

### Тлумачення символіки
Елемент герба Прус III – п’ятикутний хрест символізує наступність поколінь, історичну значимість і розвиток села.
Кінь, як символ свободи, і колесо, як символ вічного руху і безконечності, мають уособлювати Гаї-Чумакові і Гаї-Ходорівські (за деякими версіями топоніми Ходор, Ходорів походять від слова «ходити»). Гусак означає хутір Русанівку, що славився їх вирощуванням. Корона свідчить про статус населеного пункту.

## Релігія

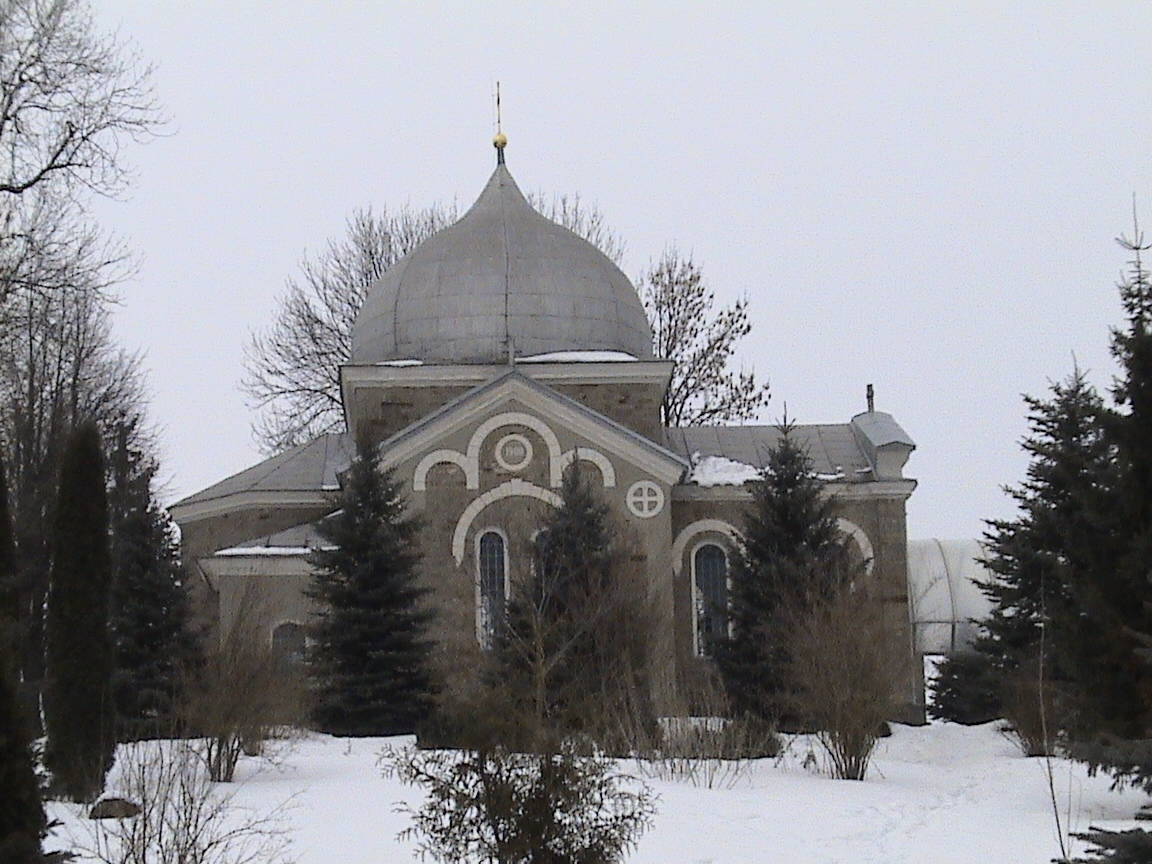
Церква в Байківцях

Релігія в Байківцях представлена двома обрядами Католицизму:
- Римо-Католицька Церква:

Костел Святого Шарбеля (1937)
- Українська Греко-Католицька Церква:

Церква святої Параскеви (1990)
Церква Преображення Господнього
Церква Пресвятої Євхаристії

## Пам'ятники
У селі споруджено:
- пам'ятник воїнам-односельчанам, полеглим у німецько-радянській війні 1941-1945 року (1974)
- насипана символічна могила воякам УСС (1990)
- пам'ятник Тарасу Шевченку 2002 року скульптора О. Сонсядла.

## Соціальна сфера
У селі діють загальноосвітня школа І-ІІ ступенів, бібліотека, ФАП.
У травні 2016 року в селі відкрито поліцейську станцію.

## Відомі люди

### Народилися
- громадський діяч О. Балабан
- журналіст Я. Логин
- управлінець-господарник, науковець, громадський діяч, меценат Роман Яремчук
- польський громадський діяч і ветеран, полковник LWP, фахівець з адміністративного та сільськогосподарського права Юзеф Паливода
- Андрій Пачковський (1978—2022) — український військовик, учасник російсько-української війни.[14] [15]

### Поховані
- Олег Качало (1959—2016) — український інженер-механік, дизайнер, винахідник.

## Галерея

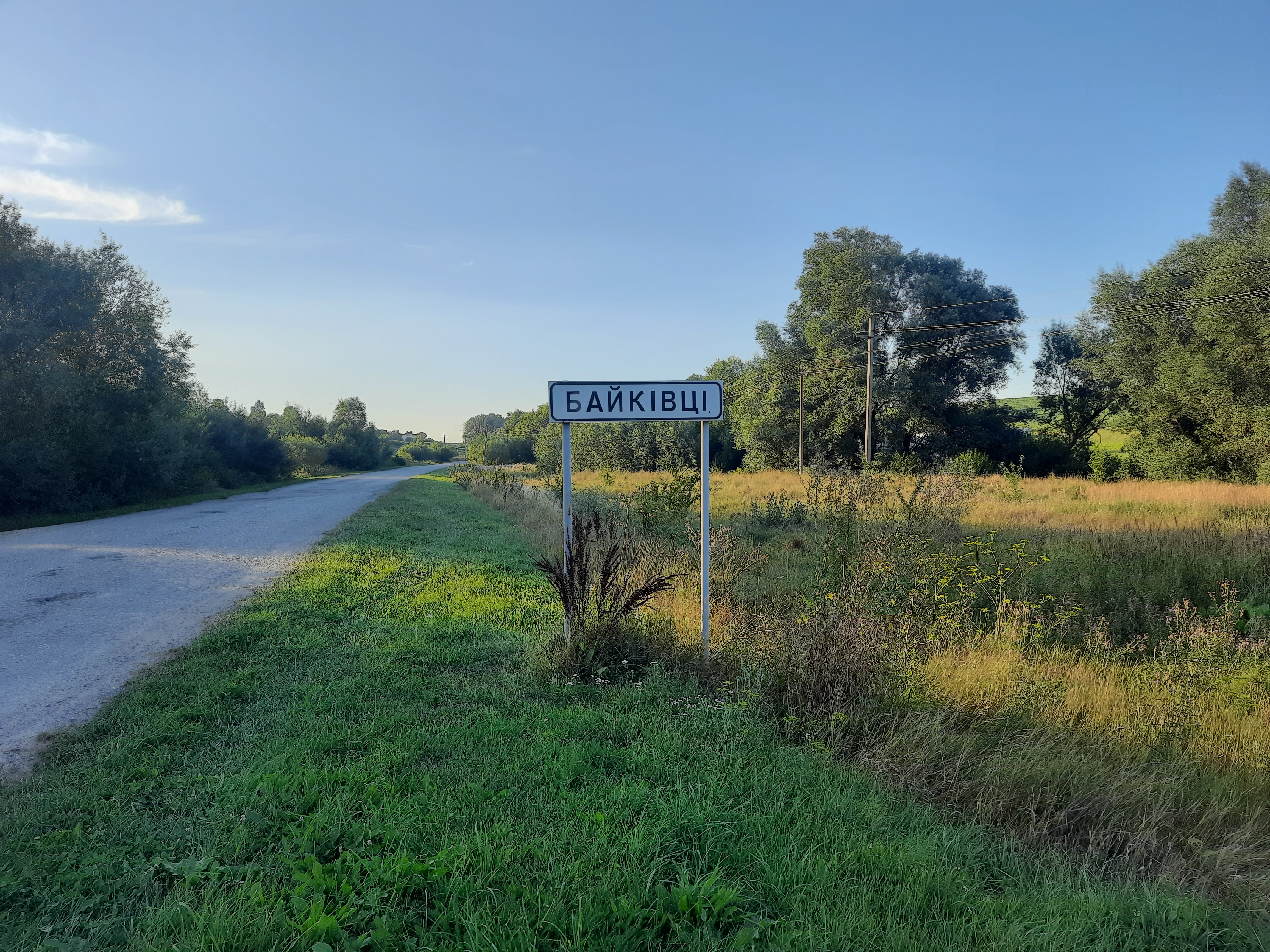
Дорожній знак при в'їзді в село
Пам'ятник Тарасові Шевченку. 2002.
Костел в Байківцях влітку
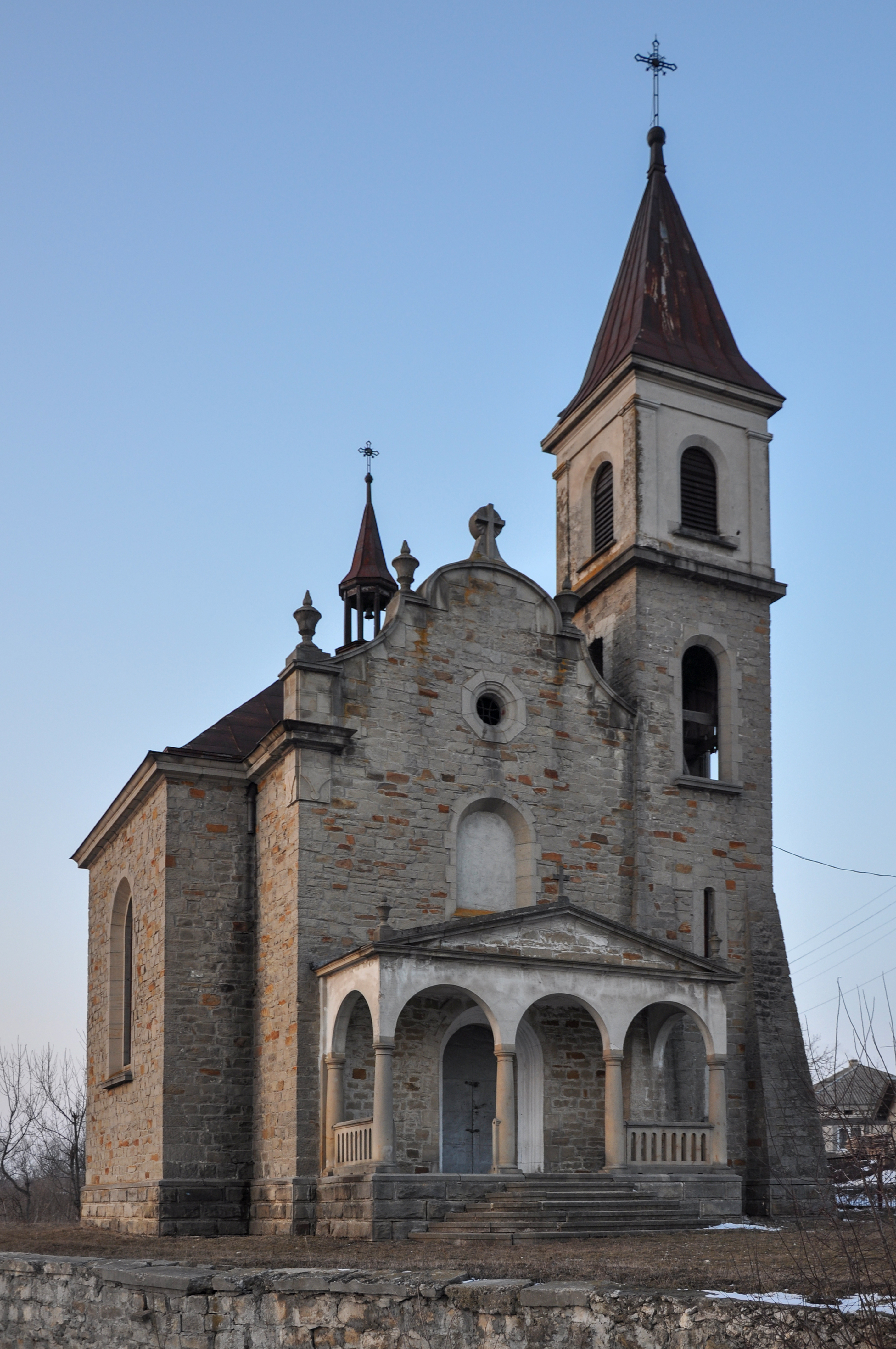
Костел в Байківцях навесні 2012 року
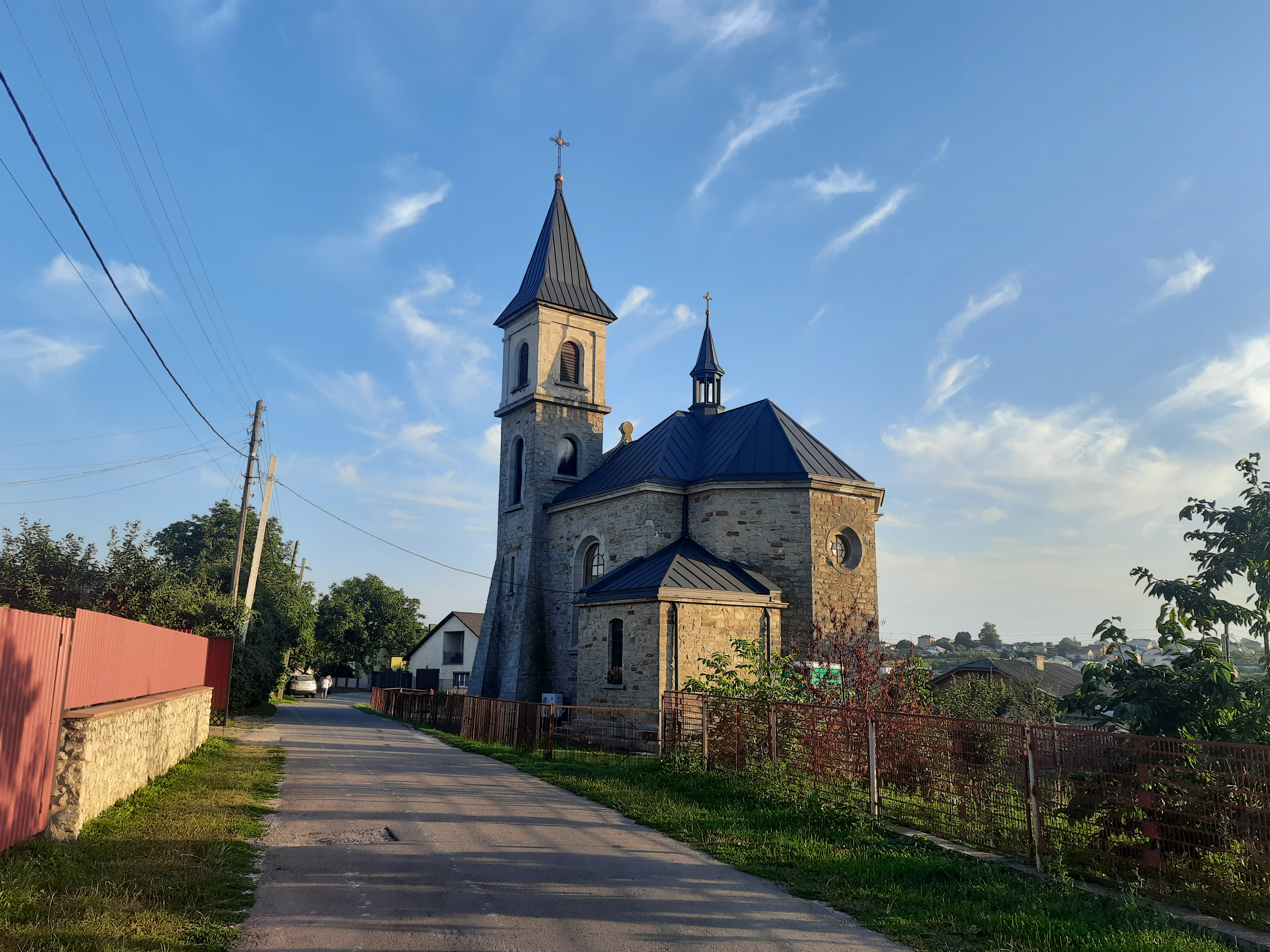
Костел святого Шарбеля
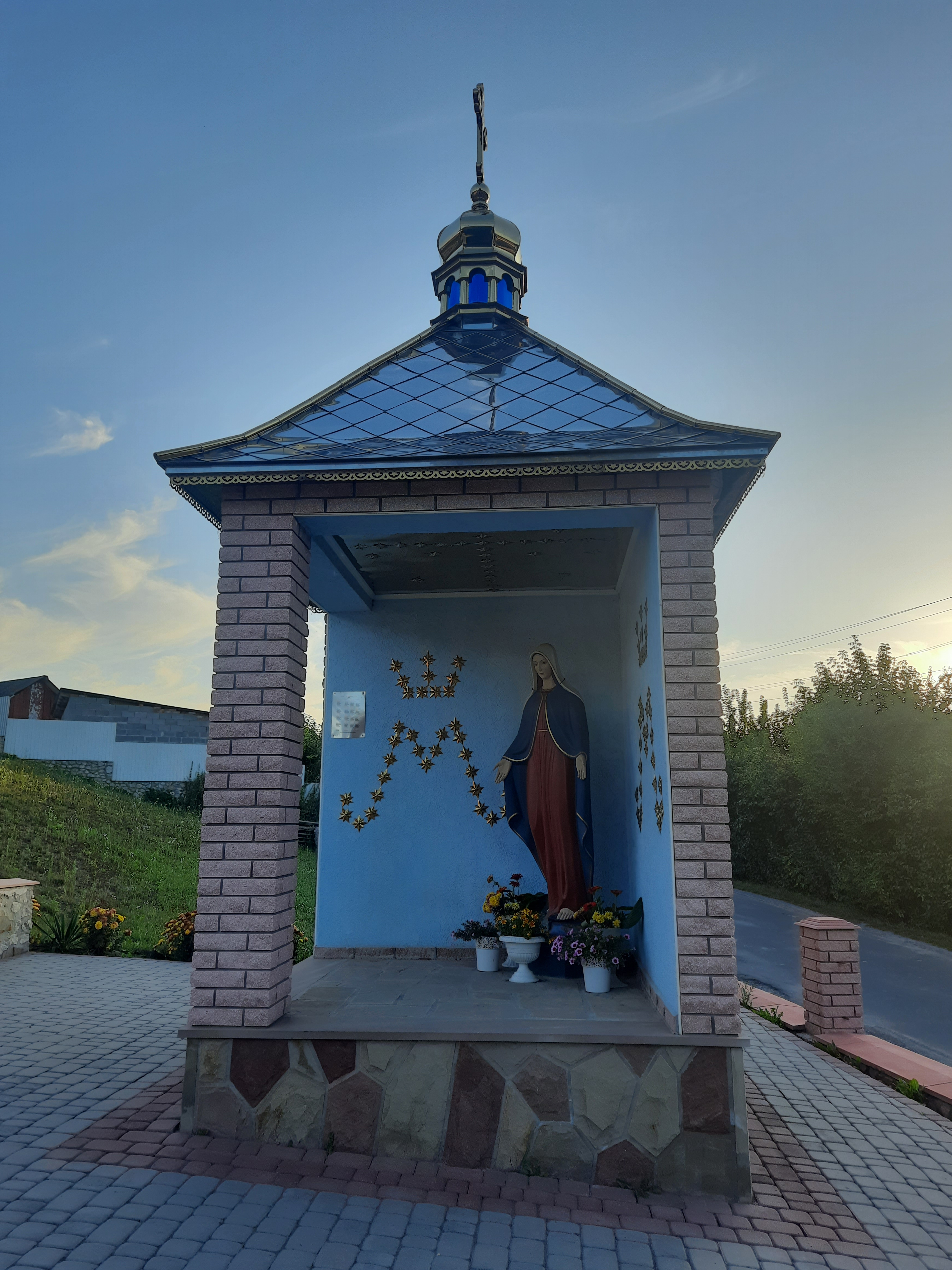
Капличка
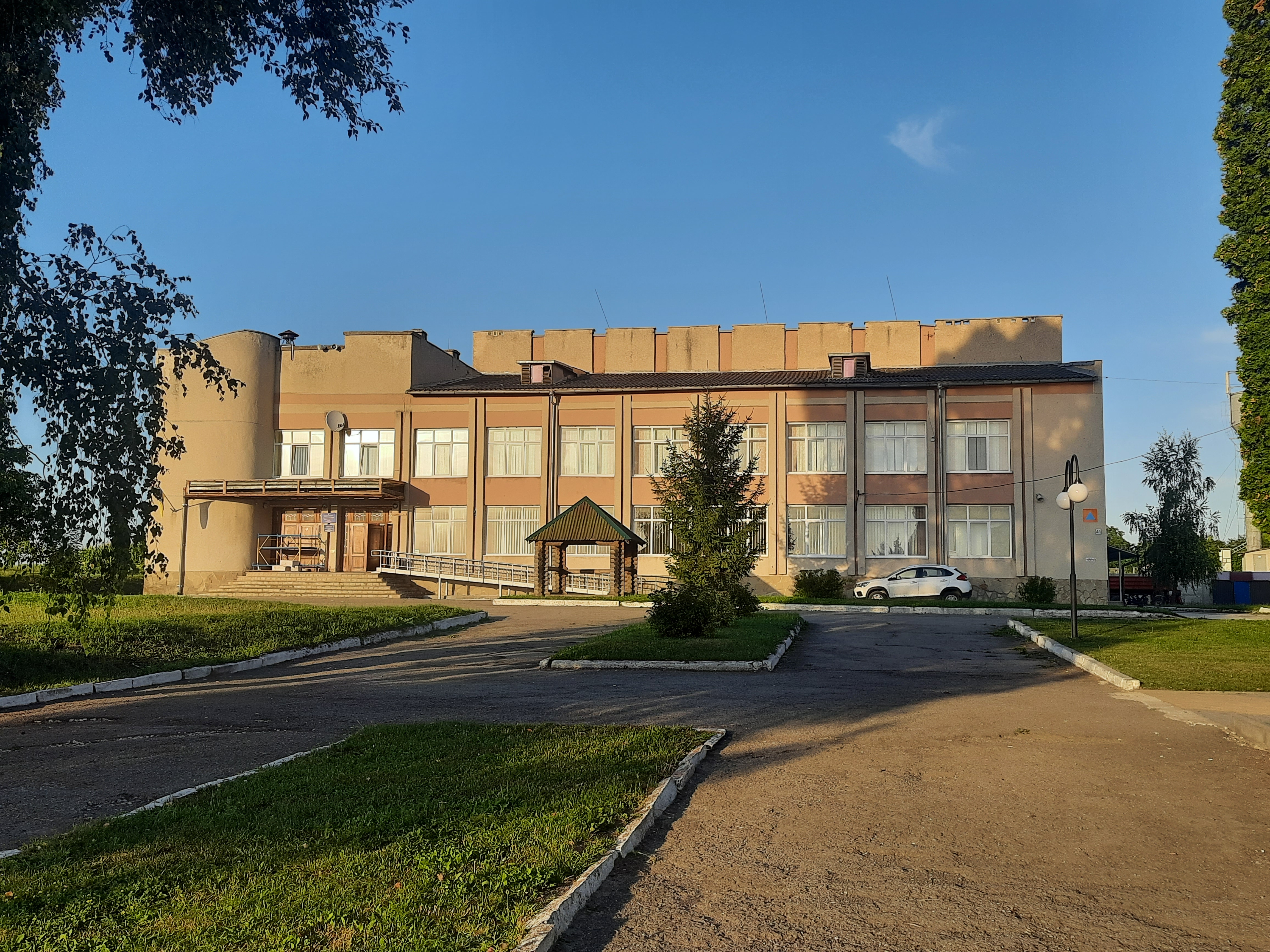
Будинок культури
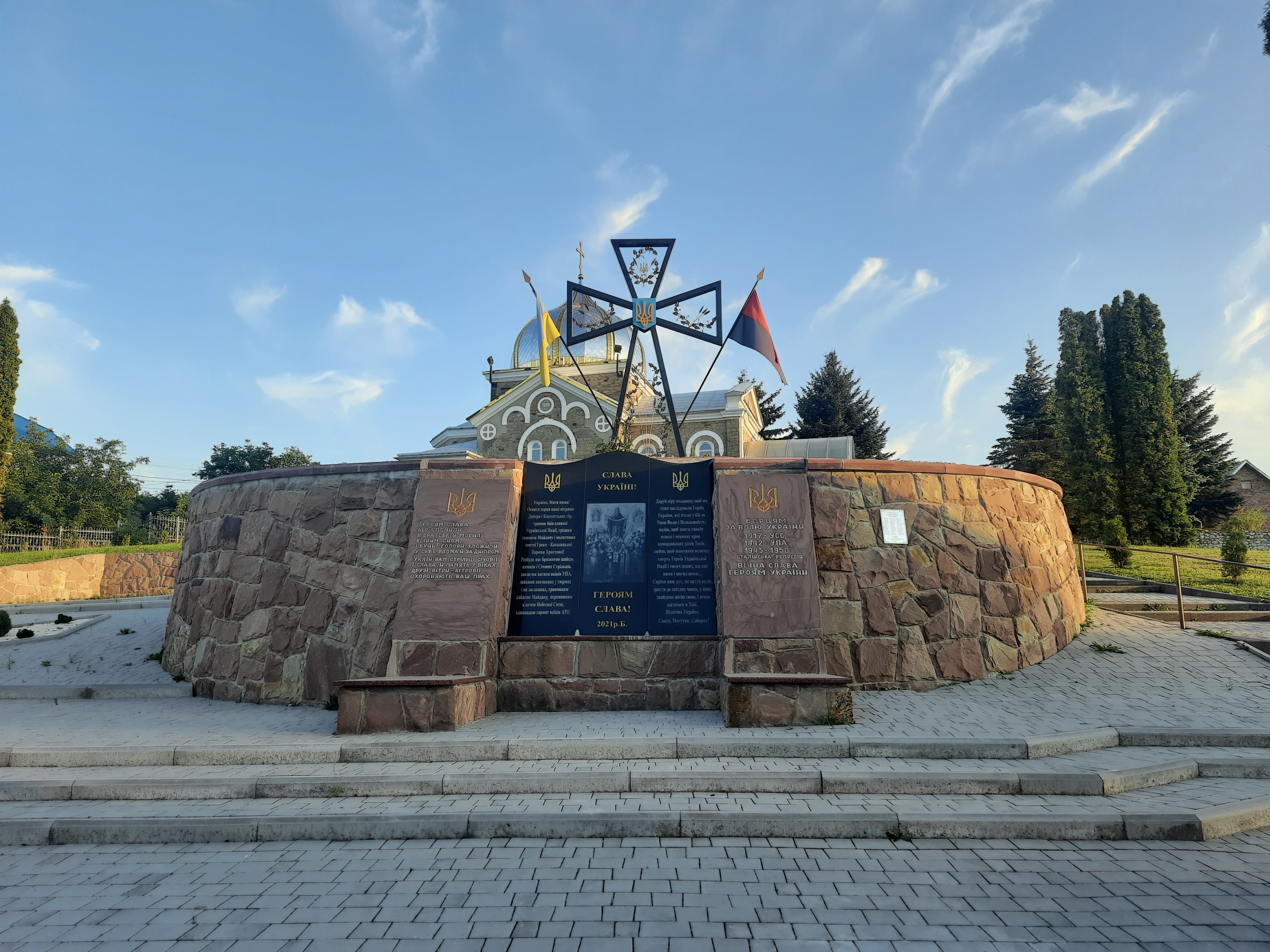
Пам'ятний знак Борцям за волю України